# ICC Trophy 1997
L'ICC Trophy 1997 è stato un torneo mondiale di cricket, valido per poter assegnare gli ultimi tre posti disponibili per la Coppa del Mondo 1999. La vittoria finale è andata per la prima volta alla nazionale del  Bangladesh.

## Formula
Le 22 squadre partecipanti sono state divise in 4 gruppi (due da sei squadre e due da cinque). Ogni gruppo era un girone all'italiana con partite di sola andata. Le prime due classificate dei gruppi si qualificavano per la seconda fase, composta da due nuovi gironi all'italiana da quattro squadre. Le prime due classificate di ogni gruppo accedevano alla semifinale e le vincenti ottenevano la qualificazione al mondiale 1999 e si giocavano il titolo, mentre le perdenti giocarono una finale per il III posto, ultimo utile per qualificarsi al mondiale.

## Primo turno

### Gruppo A
| Squadra     | Giocate | Vinte | Perse | No result | Annullate | Punti | Net RRA |
| ----------- | ------- | ----- | ----- | --------- | --------- | ----- | ------- |
| Kenya       | 5       | 5     | 0     | 0         | 0         | 10    | 2.712   |
| Irlanda     | 5       | 4     | 1     | 0         | 0         | 8     | 1.682   |
| Stati Uniti | 5       | 3     | 2     | 0         | 0         | 6     | 0.740   |
| Singapore   | 5       | 2     | 3     | 0         | 0         | 4     | -1.066  |
| Gibilterra  | 5       | 1     | 4     | 0         | 0         | 2     | -2.134  |
| Israele     | 5       | 0     | 5     | 0         | 0         | 0     | -1.823  |

### Gruppo B
| Squadra             | Giocate | Vinte | Perse | No result | Annullate | Punti | Net RRA |
| ------------------- | ------- | ----- | ----- | --------- | --------- | ----- | ------- |
| Bangladesh          | 5       | 5     | 0     | 0         | 0         | 10    | 1.909   |
| Danimarca           | 5       | 4     | 1     | 0         | 0         | 8     | 0.931   |
| Emirati Arabi Uniti | 5       | 3     | 1     | 0         | 0         | 6     | 0.323   |
| Malaysia            | 5       | 2     | 2     | 0         | 0         | 4     | 0.050   |
| Africa Occidentale  | 5       | 1     | 4     | 0         | 0         | 2     | -1.096  |
| Argentina           | 5       | 0     | 5     | 0         | 0         | 0     | -2.350  |

### Gruppo C
| Squadra                      | Giocate | Vinte | Perse | No result | Annullate | Punti | Net RRA |
| ---------------------------- | ------- | ----- | ----- | --------- | --------- | ----- | ------- |
| Paesi Bassi                  | 4       | 4     | 0     | 0         | 1         | 7     | 2.932   |
| Canada                       | 4       | 3     | 1     | 0         | 1         | 7     | 0.850   |
| Figi                         | 4       | 2     | 1     | 0         | 0         | 4     | 0.184   |
| Namibia                      | 4       | 1     | 2     | 0         | 0         | 2     | -1.293  |
| Africa Centrale ed Orientale | 4       | 0     | 4     | 0         | 0         | 0     | -0.984  |

### Gruppo D
| Squadra            | Giocate | Vinte | Perse | No result | Annullate | Punti | Net RRA |
| ------------------ | ------- | ----- | ----- | --------- | --------- | ----- | ------- |
| Scozia             | 4       | 4     | 0     | 0         | 0         | 8     | 1.646   |
| Hong Kong          | 4       | 3     | 1     | 0         | 0         | 6     | 0.707   |
| Bermuda            | 4       | 2     | 2     | 0         | 0         | 4     | 0.696   |
| Papua Nuova Guinea | 4       | 1     | 3     | 0         | 0         | 2     | -0.722  |
| Italia             | 4       | 0     | 4     | 0         | 0         | 0     | -2.359  |

## Secondo turno

### Gruppo E
| Squadra   | Giocate | Vinte | Perse | No result | Annullate | Punti | Net RRA |
| --------- | ------- | ----- | ----- | --------- | --------- | ----- | ------- |
| Kenya     | 3       | 2     | 0     | 1         | 0         | 5     | 2.025   |
| Scozia    | 3       | 1     | 1     | 1         | 0         | 3     | 0.045   |
| Danimarca | 3       | 1     | 1     | 1         | 0         | 3     | -0.380  |
| Canada    | 3       | 0     | 2     | 1         | 0         | 1     | -1.617  |

### Gruppo F
| Squadra     | Giocate | Vinte | Perse | No result | Annullate | Punti | Net RRA |
| ----------- | ------- | ----- | ----- | --------- | --------- | ----- | ------- |
| Bangladesh  | 3       | 2     | 0     | 1         | 0         | 5     | 0.969   |
| Irlanda     | 3       | 2     | 0     | 1         | 0         | 5     | 0.471   |
| Paesi Bassi | 3       | 0     | 2     | 1         | 0         | 1     | -0.424  |
| Hong Kong   | 3       | 0     | 2     | 1         | 0         | 1     | -1.030  |

## Fase ad eliminazione diretta
|  | Semifinali | Semifinali | Semifinali |            |       | Finale | Finale | Finale |  |
|  |            |            |            |            |       |        |        |        |  |
|  | Kenya      | Kenya      | 215/8      |            |       |        |        |        |  |
|  | Kenya      | Kenya      | 215/8      |            |       |        |        |        |  |
|  | Irlanda    | Irlanda    | 208/9      |            |       |        |        |        |  |
|  | Irlanda    | Irlanda    | 208/9      |            | Kenya | Kenya  | 241/7  |        |  |
|  |            |            |            |            | Kenya | Kenya  | 241/7  |        |  |
|  |            |            | Bangladesh | Bangladesh | 166/8 |        |        |        |  |
|  | Bangladesh | Bangladesh | Bangladesh | Bangladesh | 166/8 | 243/4  |        |        |  |
|  | Bangladesh | Bangladesh |            |            |       |        |        |        |  |
|  | Scozia     | Scozia     | 171        |            |       |        |        |        |  |

### Semifinali
| Data            | Luogo                                   | In battuta (nel I innings)  | Al lancio (nel I innings) | Risultato                      |
| --------------- | --------------------------------------- | --------------------------- | ------------------------- | ------------------------------ |
| 6-7 aprile 1997 | Kilat Kelab Club Kuala Lumpur, Malaysia | Kenya 215/8 (50 overs)      | Irlanda 208/9 (50 overs)  | KEN vince di 7 runs Tabellino  |
| 8-9 aprile 1997 | Kilat Kelab Club Kuala Lumpur, Malaysia | Bangladesh 243/4 (50 overs) | Scozia 171 (44.5 overs)   | BAN vince di 72 runs Tabellino |

### Finale per il III posto
| Data              | Luogo                                   | In battuta (nel I innings) | Al lancio (nel I innings) | Risultato                                   |
| ----------------- | --------------------------------------- | -------------------------- | ------------------------- | ------------------------------------------- |
| 10-11 aprile 1997 | Kilat Kelab Club Kuala Lumpur, Malaysia | Scozia 187/8 (45 overs)    | Irlanda 141/8 (39 overs)  | SCO vince di 51 runs (Metodo D/L) Tabellino |

### Finale
| Data              | Luogo                                   | In battuta (nel I innings) | Al lancio (nel I innings)     | Risultato                                     |
| ----------------- | --------------------------------------- | -------------------------- | ----------------------------- | --------------------------------------------- |
| 12-13 aprile 1997 | Kilat Kelab Club Kuala Lumpur, Malaysia | Kenya 197/9 (60 overs)     | Bangladesh 198/4 (54.2 overs) | BAN vince di 2 wickets (Metodo D/L) Tabellino |